# Molophilus macquillani
Molophilus macquillani är en tvåvingeart som beskrevs av Günther Theischinger 1994. Molophilus macquillani ingår i släktet Molophilus och familjen småharkrankar. Inga underarter finns listade i Catalogue of Life.